# MTV Digital Days 2015
Gli MTV Digital Days 2015 si sono svolti, a differenza delle precedenti 2 edizioni, dalla Reggia di Monza invece che da quella di Venaria, dal 25 al 27 giugno 2015.